# Instituto del Patrimonio Histórico y Artístico del Estado de Río Grande del Sur
El Instituto del Patrimonio Histórico y Artístico del Estado de Río Grande del Sur es el órgano del estado de Río Grande del Sur responsable por la conservación de los bienes considerados de relevancia histórica y/o artística.
Su origen data de 1954 cuando se creó la División de Cultura del Estado de Río Grande del Sur dependiente de la Secretaría de Educación del gobierno estadual. En 1964 se creó la Dirección de Patrimonio Histórico y Artístico del Estado de Río Grande del Sur y, a partir de 1979, pasó a llamarse Coordinadora del Patrimonio Histórico y Artístico del Estado (CPHAE). En 1990 se cambió la denominación de las coordinadoras y se las transformó en institutos. Así surgió el Instituto del Patrimonio Histórico y Artístico del Estado". 
El primer bien que obtuvo la declaración de patrimonialidad fue el Puente 25 de Julio en la ciudad de São Leopoldo